# Groß Schwiesow
Groß Schwiesow település Németországban, Mecklenburg-Elő-Pomeránia tartományban. Lakosainak száma 305 fő (2023. december 31.).

## Népesség
A település népességének változása:
| Lakosok száma | 311  | 305  | 302  | 308  | 305  |
|               | 2017 | 2019 | 2021 | 2022 | 2023 |